# Arisaema menglaense
Arisaema menglaense là một loài thực vật có hoa trong họ Ráy (Araceae). Loài này được Y.H.Ji, H.Li & Z.F.Xu mô tả khoa học đầu tiên năm 2004.